# 예티데 바다키
예티데 바다키(Yetide Badaki, 1981년 9월 24일 ~ )는 나이지리아 출생 미국의 배우이다. 미국 드라마 《신들의 전쟁》에서 빌퀴스 역으로 출연한다. 비디오 게임 《콜 오브 듀티: 인피니트 워페어》에서는 에벨레 예티데 역으로 출연하였다.